# Constantino VI
Constantino VI (771-797) sucedió a su padre León IV como emperador bizantino a la edad de nueve años en 780, y fue emperador bajo la regencia de su madre la iconódula emperatriz Irene, asistida por su ministro principal Estauracio.  La regencia terminó cuando Constantino alcanzó la madurez, pero Irene intentó seguir participando activamente en el gobierno. Tras un breve intervalo de gobierno en solitario, Constantino nombró emperatriz a su madre en 792, convirtiéndola en su colega oficial.
Constantino sufrió derrotas militares y tomó decisiones controvertidas, como cegar a su leal general Alexios Mosele y casarse ilícitamente con su amante, Teodote. Aprovechando la impopularidad de su hijo, Irene depuso, cegó y encarceló a Constantino en 797 y se hizo con el poder en solitario, convirtiéndose en la primera emperatriz regente del Imperio. Constantino murió probablemente poco después.
Constantino VI fue el último gobernante reconocido universalmente como emperador romano, tanto por el Imperio que gobernaba en Oriente como por el papado y las potencias europeas occidentales sobre las que el papa ejercía su suzeranía. La capacidad de los bizantinos para proteger al papado había disminuido tras las conquistas árabes, lo que llevó al papado a buscar cada vez más la protección de los francos. Esto culminó en el año 800, cuando el papa León III, que debía su poder y posición a los francos, coronó a Carlomagno como «Emperador de los romanos». Basándose en la afirmación de que Irene, en tanto mujer, no podía ser emperatriz por derecho propio, sentó las bases de un nuevo sistema político, independiente de Oriente, que se convertiría en el Sacro Imperio Romano Germánico.

## Niñez y reinado

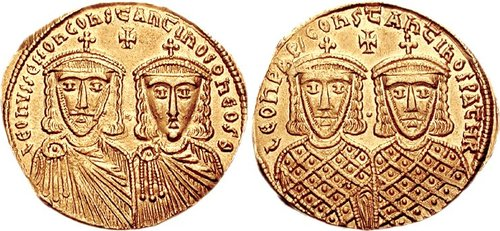
moneda de León IV, el padre de Constantino VI.

Constantino VI fue el único hijo del emperador León IV e Irene. Constantino fue coronado coemperador por su padre en 776, y le sucedió como emperador único en 780, a la edad de nueve años. Debido a su minoría de edad, Irene y su ministro principal Estauracio ejercieron la regencia por él. En 787, Irene se alió con Carlomagno con la intención de casar a Constantino con Rotruda, la hija de este; pero el plan no funcionó. Posteriormente casó a su hijo con María de Amnia, hija de un noble de menor rango. 
Constantino tenía 16 años en 787 e Irene debería haberle cedido el poder entonces, pero este no se hizo con el poder total hasta 790, cuando los armenios del ejército se rebelaron contra Irene. La ruptura del noviazgo con Rotruda para que Constantino se casase con una princesa armenia empeoró las relaciones con Carlomagno, que en el 794 reunió su propio concilio para condenar el de Nicea y en la Navidad el 800 se hizo coronar emperador. A partir de entonces, comenzó Constantino a rechazar el control de su madre sobre los asuntos de Estado y el poder de los funcionarios eunucos, que le arrebataban su autoridad.Junto con unos pocos conspiradores de confianza, Constantino planeó prender a Estauracio y desterrarlo a Sicilia, y asumir su posición como cogobernante del Imperio bizantino. Estauracio, sin embargo, había previsto el plan: persuadió a Irene de prender, torturar o exiliar a los aliados de Constantino, mientras que este quedó en arresto domiciliario. Enseguida, Irene exigió del ejército un juramento de lealtad, cuyo texto la colocaba antes de su hijo en el orden de precedencia. Esta exigencia originó un motín entre los soldados del thema de Armeníacos, que luego se extendió por todos los ejércitos anatólicos, que se juntaron en Bitinia y exigieron la liberación del emperador. Intimidada, Irene cedió y Constantino quedó como único emperador en el 790. Entre los primeros actos del emperador estuvo la flagelación, tonsura y exilio al thema de Armeníacos de Estauracio; todos los demás funcionarios eunucos fueron igualmente expulsados. Constantino llamó a su lado al iconoclasta antiguo gobernador del thema Tracesiano, Miguel Lacanodraco, al que hizo su principal consejero.Irene mantendría de todas formas el título de emperatriz, aunque Constantino tuvo que derrotar a los armeniacos para que la aceptaran como emperatriz: esta sería su primera victoria después de las desastrosas derrotas ante los búlgaros.
Una vez en el poder, Constantino se mostró incapaz de gobernar con solvencia. En abril de 791, Constantino inició una campaña contra Bulgaria en respuesta a la invasión búlgara en el valle Struma en el año 789, cuando el ejército del kan Kardam derrotó a los bizantinos, matando al strategos Filites de Tracia. La campaña fue dirigida hacia el este para distraer la atención del Kan desde el suroeste. El propio Constantino sufrió una humillante derrota a manos de Kardam en la batalla de Marcela en 792. Se desarrolló un movimiento a favor de su tío, el césar Nicéforo (hermano del difunto León IV), que había sido obligado a entrar en un monasterio para evitar que pudiese ser elegido emperador. Constantino hizo sacar los ojos a su tío y cortar la lengua a los otros cuatro hermanastros de su padre. Sus antiguos partidarios armenios se rebelaron después de que cegara a su general Alexios Mosele. Aplastó esta revuelta con extrema crueldad en 793
Después de todo esto, se divorció de su mujer María de Amnia (a la que aborrecía pese a su belleza, por haber sido escogida por su madre Irene), la cual le había dado una hija, y se volvió a casar con Teodote (una cabicularia o dama de honor de Irene), un hecho impopular y posiblemente ilegal. Si bien el patriarca Tarasio no habló en público contra la boda, se rehusó a oficiar la ceremonia. En 797 tuvo lugar otra rebelión, dirigida por personas que apoyaban a Irene con la aprobación de esta. Constantino fue hecho prisionero y cegado, dejando a Irene con el dominio total sobre el Imperio.

## Muerte
El final de Constantino no está totalmente claro: según algunos, murió inmediatamente a consecuencia de la bárbara mutilación que sufrió, mientras que otros dicen que se retiró a una vida totalmente privada, junto a Teodota, para luego ser desterrado a la Isla de los Príncipes, donde fue sepultado al lado de su primera esposa, María.
Durante el posterior reinado de Miguel II, aparecerían algunos pretendientes al trono que reivindicaban ser el propio Constantino VI, tales como Tomás el Eslavo.